# SN 2002F
SN 2002F – supernowa typu II odkryta 17 stycznia 2002 roku w galaktyce UGC 2885. W momencie odkrycia miała maksymalną jasność 18,10m.